# Rozmowa kwalifikacyjna

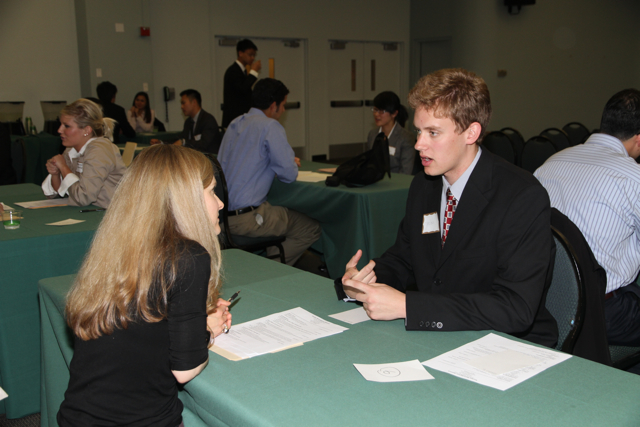

Rozmowa kwalifikacyjna – proces oceny i selekcji kandydata przez przedstawiciela przedsiębiorstwa lub organizacji, przeprowadzany w celu zatrudnienia. Podczas tego procesu, pracodawca ustala, czy kandydat jest odpowiednią osobą do danego stanowiska, jaki wkład może wnieść do firmy, oraz czy dopasuje się do zwyczajów w niej panujących.

## Rola
Rozmowa kwalifikacyjna poprzedza zatrudnienie pracownika. Etap rozmowy świadczy zwykle o tym, że kandydat przeszedł wcześniejsze etapy selekcji (np. złożył CV, wykonał zadanie, zdał test) i został wybrany na rozmowę spośród innych kandydatów. Rozmowa jest prowadzona z potencjalnym pracodawcą lub jego przedstawicielem (często z zawodowym rekruterem), w celu wzajemnego poznania się i stwierdzenia, czy istnieje zbieżność interesów między kandydatem a potencjalnym pracodawcą. Podczas rozmów można poznać wartości wyznawane przez firmę, jej kulturę organizacyjną, oczekiwania i wymagania na danym stanowisku pracy. Kandydat do pracy na rozmowie kwalifikacyjnej ma możliwość zaprezentowania swojej osoby, przekonanie potencjalnego pracodawcy do nawiązania współpracy oraz wskazanie korzyści, jakie odniesie pracodawca z zatrudnienia kandydata.

## Wymagania wobec kandydata
Rozmowa rekrutacyjna ma na celu pogłębienie informacji o kandydacie oraz ocenę, w jakim stopniu kandydat wypełnia stawiane wymagania w zakresie takim jak:
- Wiedza – co kandydat musi wiedzieć, aby móc dobrze spełniać swoje funkcje na danym stanowisku
- Kompetencje behawioralne – to typy zachowań, jakie są niezbędne do wykonywania określonej funkcji oraz uzyskiwania w niej dobrych wyników
- Kwalifikacje i szkolenia – szkoły, studia, szkolenia zawodowe i techniczne, jakie powinien przejść kandydat ubiegający się na dane stanowisko
- Umiejętności i zdolności – co kandydat powinien umieć, żeby pełnić funkcje na stanowisku
- Doświadczenie – działania i osiągnięcia, jakie posiada kandydat, które mogą w przyszłości prognozować sukces
- Wymagania specyficzne – wszystkie dodatkowe wymagania, jakie będzie się oczekiwać od pracownika. Może to być np. wzrost sprzedaży, rozwój nowych rynków, tworzenie nowych produktów, systemów
- Szczególne wymagania – gotowość do podróży służbowych, elastyczność czasu pracy, dostępność poza godzinami pracy[2].

## Rodzaje rozmów

### Wywiad kompetencyjny
Jest to rodzaj rozmowy kwalifikacyjnej mającej na celu zweryfikowanie przez pracodawcę predyspozycji i kwalifikacji kandydata, manifestujących się w sytuacjach, z którymi musiał zmierzyć się w pracy. W tym celu osoba prowadząca rozmowę konstruuje pytania dotyczące kompetencji zawodowych przydatnych na określonym stanowisku, np. dotyczących kreatywności, umiejętności pracy w zespole czy decyzyjności. Kandydat opowiada o konkretnych problemach, jakie pojawiły się podczas jego kariery zawodowej i opisuje zaproponowane przez siebie rozwiązanie, co daje rekruterowi obraz umiejętności i postaw osoby rekrutowanej.

### Studium przypadku
Jest to rodzaj rozmowy kwalifikacyjnej, w której kandydatowi podaje się do rozwiązania hipotetyczny problem w pracy, na który ma za zadanie wymyślić rozwiązanie. Problem zazwyczaj dotyczy specyfiki pracy na stanowisku, o które osoba rekrutowana się ubiega. Pytania mogą także dotyczyć spraw niezwiązanych bezpośrednio z wymaganiami stawianymi przez pracodawcę na konkretnym stanowisku, ale sprawdzać na przykład jego sposób radzenia sobie w kryzysowych sytuacjach. W tego rodzaju rozmowy oczekuje się od kandydata przedstawiania rozwiązań w logiczny i uporządkowany sposób, nie obierając przy tym klucza najlepszej możliwej odpowiedzi.

### Wywiad behawioralny
W tej formie rozmowy kwalifikacyjnej, podobnie jak w wywiadzie kompetencyjnym, rekruter zadaje pytania dotyczące realnych sytuacji z życia kandydata, z tym że na celu ma uzyskanie informacji nie tyle o jego kompetencjach, a określenie jak może zachowywać się w konkretnych sytuacjach, które mogą się pojawić na jego stanowisku. Osoba rekrutowana opowiada o swoich przeżyciach w poprzedniej pracy, co w założeniu ma najlepiej przewidzieć jego przyszłe zachowanie i wyniki. Ten typ rozmowy cechuje się większą konkretnością pytań, dotyczącą jego sukcesów i porażek, co nadaje mu większą wiarygodność, tym bardziej że rekruter może zadawać pytania zmuszające do bardziej wyczerpującej wypowiedzi, na przykład dotyczące tego, czy kandydat postąpiłby podobnie w podobnej sytuacji, czy raczej zmienił swoje zachowanie.

## Techniki prowadzenia rozmów
Sposobem uzyskiwania takich informacji w rozmowie kwalifikacyjnej jest wypytywanie, czyli zadawanie pytań na różne tematy, stawianie kandydata w różnych hipotetycznych sytuacjach (Co by było gdyby…? itp.). Zaletą rozmów komisyjnych jest to, że różni członkowie komisji mogą zadawać różne pytania, z różnych dziedzin i różnych punktów widzenia, dając pozostałym członkom okazje do wyciągnięcia wniosków o możliwościach, kompetencjach i postawach kandydata. Pytania powinny być tzw. pytaniami otwartymi, czyli takimi, które wymagają obszerniejszych wypowiedzi i przedstawienia wielu danych, a nie tylko odpowiedzi typu „tak – nie”.

## Charakter rozmowy
Rozmowę kwalifikacyjną można opisać jako rozmowę, która służy określonemu celowi. Celem tym jest uzyskanie niezbędnych informacji, rozszerzających informacje zawarte w curriculum vitae i liście motywacyjnym, po to by sprawdzić, czy osoba spełnia warunki dla danego stanowiska. Rozmowa uzupełnia je bardziej szczegółowo o informacje dotyczące wcześniejszych osiągnięć, doświadczeń i cech osobowości, które w samym CV bardzo trudno przedstawić. Rozmowę należy zaplanować, pokierować nią tak, by osiągnąć wcześniej zamierzony cel, czyli dokonać trafnej oceny kandydata względem określonego stanowiska.

## Typy rozmów

### Rozmowa bezpośrednia
Polega na osobistym spotkaniu się reprezentanta przedsiębiorstwa i kandydata. Zwykle odbywa się to w siedzibie przedsiębiorstwa, rzadziej w innym miejscu, gdy dojazd do przedsiębiorstwa jest trudny lub wyznaczone miejsce ma szczególne znaczenie. Osoba prowadząca spotkanie zwykle wychodzi po kandydata i rozmawiają w specjalnie przeznaczonym do tego celu pokoju. Często na rozmowie jest więcej niż jedna osoba rekrutująca.

### Rozmowa przez telefon
Rozmowa przez telefon może służyć kandydatowi do odpowiadania na ogłoszenia prasowe, a także do pozyskania informacji na temat ewentualnych wolnych miejsc pracy. Poszukujący pracownika zwykle telefonuje do kandydata jedynie w celu umówienia na spotkanie rekrutacyjne. Czasem jednak praktykuje się rozmowę telefoniczną jako jeden z etapów rekrutacji (np. w celu weryfikacji kompetencji w języku obcym lub predyspozycji do prowadzenia rozmów telefonicznych). Selekcja telefoniczna odbywa się także, gdy na dane stanowisko jest wiele chętnych.

### Rozmowa przez internet
Coraz popularniejszą formą rozmów kwalifikacyjnych jest rozmowa przez internet. Służą do tego komunikatory typu Skype. Praktykuje się ją zwykle, gdy kandydat nie może fizycznie spotkać się z rekruterem, bo np. obecnie pracuje w innym mieście lub innym kraju, ale planuje przenieść się do tego, gdzie aplikuje do pracy.

## Przykładowe pytania do kandydata
- Osobowość i motywacja
  - Jakie są Pana/i mocne strony?
  - Jakie ma Pan/i słabe strony?
  - Co sądzi Pan/i o swoim poprzednim szefie?

- Dlaczego odszedł Pan/i z poprzedniej pracy?

- Umiejętności i zdolności
  - Jak pracuje Pan/i pod presją czasu?
  - Jak przyjmuje Pan/i krytykę?
  - Proszę opowiedzieć o jakimś trudnym problemie, z którym musiał/a się Pan/i uporać.
  - Jakie decyzje najtrudniej jest Panu/i podejmować?
- Cele zawodowe
  - Jakie są Pana/i cele zawodowe?
  - Czy widziałby/ałaby się Pan/Pani na stanowisku kierowniczym?
- Studia i osiągnięcia
  - Czy podczas nauki miał Pan/i jakieś szczególne osiągnięcia, nagrody, wyróżnienia? Jakie?
  - Jakie były Pana/i największe sukcesy osiągnięte podczas studiów?
  - Jakie porażki odnosił Pan/i w czasie studiów?
- Pozazawodowe zajęcia
  - Jakie są Pana/i zainteresowania?
  - Co Pan/i lubi robić w wolnym czasie?
- Finanse
  - Jakie wynagrodzenie by Pana/Panią satysfakcjonowało?
- Plany zawodowe
  - Co skłoniło Pana/Panią, by aplikować o tę pracę?
  - Jakie są Pana/i oczekiwania wobec pracy?
  - Czy ma Pan jakieś obawy związane z tym stanowiskiem?[6][7]

## Trudne pytania
Niektóre pytania jakie zadaje rekruter mogą się wydawać trudne i krępujące. Zwykle są zadawane po to, by ocenić jak dana osoba radzi sobie w stresujących sytuacjach i czy jest zatem odpowiednią osobą na dane stanowisko. Pytania te są trudne, ponieważ mogą dotyczyć słabych stron, lub dotykać obszaru osobistego. Rekruter może podać w wątpliwość kwalifikacje aplikanta, zapytać o relacje z byłym pracodawcą lub o wady kandydata.

## Przygotowania do rozmowy
Przygotowanie przed rozmową jest to forma autoprezentacji rozumianej jako „kontrolowanie sposobu, w jaki widzą nas inni” działanie mające na celu jak najlepsze zaprezentowanie się w czasie spotkania o pracę. Obejmuje ono kwestie natury fizycznej (wygląd, strój, makijaż i dodatki u kobiet), jak też zachowania (pozycja siedzenia, gestykulacja, mowa ciała).
- Wygląd zewnętrzny

O tym jak kandydat zostanie odebrany przez rozmówce decyduje pierwsze 15 sekund (mechanizm pierwszego wrażenia). Powstała w tym czasie ocena może być decydującą, gdyż zmiana tego wrażenia jest trudna i wymaga czasu, którego w trakcie rozmowy kwalifikacyjnej jest niewiele.
- - Aparycja, wygląd zewnętrzny – czyste i zadbane dłonie, twarz (u kobiet: delikatny makijaż, adekwatny do sytuacji; u mężczyzn: schludny zarost lub jego brak), schludna i czysta fryzura.
  - Ubiór – schludny, czysty. Powinien odpowiadać standardom firmy, do której kandydat składa podanie o pracę. Dzięki temu aplikant będzie stwarzał wrażenie adekwatności do sytuacji i miejsca.
  - Wygląd dokumentów aplikacyjnych – w głównej mierze rekruterzy zwracają uwagę na osiągnięcia, wykształcenie, doświadczenie zawodowe, plany długoterminowe, ale także na samą estetykę i czytelność dokumentów.
  - Przygotowanie przed rozmową – ważne, by przed rozmową zapoznać się z działalnością przedsiębiorstwa, znać jego nowe projekty lub istotne wydarzenia, do których aplikant może nawiązać w trakcie rozmowy. Świadczyć to będzie o jego zainteresowaniu przedsiębiorstwem i zwykle jest dobrze odbierane przez osobę prowadzącą rozmowę.
  - Planowanie dojazdu na miejsce spotkania – warto zadbać o to, by wziąć zapas czasowy przed spotkaniem rekrutacyjnym, tak by niespodziewane okoliczności nie spowodowały spóźnienia, co powoduje dodatkowy stres i mogłoby zostać źle odebrane przez osobę prowadzącą rozmowę[8][9][10].

## Zalety i wady rozmów
- - Daje osobom prowadzącym rozmowę możliwość zapoznania się z potencjalnym pracownikiem, zadania mu pytań, które uzupełnią CV, oraz zbadać w jakim stopniu osoba aplikująca jest dopasowana do stanowiska.
  - Umożliwia osobie prowadzącej rozmowę opisanie warunków pracy, prezentację stanowiska pracy oraz struktury organizacyjnej przedsiębiorstwa.
  - Daje kandydatom możliwość zadawania pytań dotyczących zasad i warunków zatrudnienia, dodatkowych świadczeń, możliwości rozwoju, prowadzonych szkoleń.
  - Pozwala kandydatowi ocenić organizację, stanowisko pracy, dokładniej poznać oczekiwania i korzyści[2].

## Na co najczęściej, zwracają uwagę rekruterzy, podczas rozmowy kwalifikacyjnej
- punktualność,
- wygląd zewnętrzny (głównie ubiór),
- kulturę osobistą,
- sposób i styl odpowiedzi na pytania,
- sposób sformułowania pytań,
- inteligencja,
- lojalność wobec poprzedniego pracodawcy,
- poczucie własnej wartości,
- odporność na stres,
- wiedza na temat firmy,
- znajomość branży.[11]